# Kagisho Dikgacoi
Kagisho Evidence Dikgacoi (født 24. november 1984 i Brandfort, Sydafrika) er en sydafrikansk fodboldspiller, der spiller som midtbanespiller. Han har blandt andet optrådt for de sydafrikanske hold Bloemfontein Young Tigers og Golden Arrows samt for Crystal Palace og Fulham i England.

## Landshold
Dikgacoi står (pr. april 2018) noteret for 54 kampe og to scoringer for Sydafrikas landshold, som han debuterede for 27. maj 2007 i et opgør mod Mauritius. Han har repræsenteret landet ved både African Nations Cup i 2008 samt Confederations Cup 2009.